# Famille de Menou
Pour les articles homonymes, voir Menou.
La famille de Menou est une famille subsistante de la noblesse française, d'extraction chevaleresque, originaire du Perche.
Elle compte parmi ses membres de nombreux officiers dont un général de la Révolution et de l'Empire.

## Origines
La famille est originaire du Perche. Elle serait connue depuis 1055 et a donné plusieurs chevaliers croisés entre 1096 et 1270. La filiation prouvée de cette ancienne famille remonte à 1272. 
En 1338, Jeanne Péan, unique héritière de Jean Péan, épousa Nicolas de Menou, liant ainsi la famille de Menou au Château de Boussay pour plus de cinq siècles.

## Personnalités
- Charles de Menou d'Aulnay, capitaine, lieutenant dans la marine puis gouverneur de l'Acadie.
- Armand François de Menou, marquis de Menou et de Charnizay, colonel, initiateur de la construction du château de Menou.
- François de Menou: maréchal de camp, admis aux honneurs de la Cour.
- René François de Menou, maréchal de camp, chevalier de Saint-Louis.
- Jacques de Menou de Boussay, baron de Boussay, général de division, comte de l'Empire en 1808.
- Jacques de Menou (1932-2010), homme politique, sénateur du Finistère de 1989 à 1998.

## Seigneuries
Les membres de la famille de Menou ont possédé de nombreuses seigneuries parmi lesquelles Menou, La Cave, La Carbonnière, La Vallée, Rastouilhac, Cumont, Comboulan, Sarret, Les Philiberts, L'Estage, La Tour, La Faurélie, La Mothe-Montauban, Couloumine, etc.

## Titres
- Marquis de Menou (1697)
- Comte d'empire (1808)
- Baron d'empire (1810)

## Armes
- Blason : De gueules à la bande d'or.
- Timbre : Couronne de Marquis
- Tenants : Deux anges, supportant chacun une bannière, celle de droite d'hermine plein, qui est de Bretagne; celle de gauche, d'azur semé de fleur de lys d'or, qui est de France ancien.
- Cimier : Un ange naissant, tenant dans la main une épée flamboyante, et de l'autre une bannière de gueules à la bande d'or, qui est de Menou.

## Principales alliances
Les principales alliances de la famille de Menou sont : du Plessis d'Argentré, Poute de Puybaudet, de La Motte de Broons de Vauvert.